# Hoshihananomia kurosai
Hoshihananomia kurosai es una especie de coleóptero de la familia Mordellidae.

## Distribución geográfica
Habita en Japón.